# Сьвйонтники (Тшебницький повіт)
Сьвйонтники (пол. Świątniki) — село в Польщі, у гміні Тшебниця Тшебницького повіту Нижньосілезького воєводства.
Населення — 187 осіб (2011).
У 1975-1998 роках село належало до Вроцлавського воєводства.

## Демографія
Демографічна структура станом на 31 березня 2011 року:
|          | Загалом | Допрацездатний вік | Працездатний вік | Постпрацездатний вік |
| -------- | ------- | ------------------ | ---------------- | -------------------- |
| Чоловіки | 94      | 21                 | 64               | 9                    |
| Жінки    | 93      | 28                 | 50               | 15                   |
| Разом    | 187     | 49                 | 114              | 24                   |